# Riu Navia
El Navia és un riu ibèric que desemboca a la mar Cantàbrica. Neix a la parròquia de Ferreirós de Valboa, al municipi gallec de Becerreá i desemboca a la localitat de Navia, a Astúries, entre el cap de San Agustín i Peñafurada. Té una longitud de 99,4 km i drena 2.578 km² de superfície.
Passa per les localitats d'As Nogais i Navia de Suarna a la província de Lugo, i per Ibias, Grandas de Salime, Allande, Pezós, Eilao, Bual, Villayón, Cuaña i Navia a Astúries.
El seu afluent més important és l'Ibias, que té una longitud de 60,5 km i una superfície de conca de més de 300 km².